# كورنتال-مونشينغن
كزنتال مونشينغن (بالألمانية: Korntal-Münchingen) هي بلدة، مدينة وبلدة ألمانية تقع في ألمانيا في لودفيغسبورغ. يقدر عدد سكانها بـ 18,303 نسمة .

## المدن التوأمة
مدن Mirande، توبيز وواترلو هي مدن توأمة لـكزنتال مونشينغن.

## أعلام
- كارل رابي
- يوهان لودويغ كرابف